# Носа-Сеньора-душ-Милагриш
Носа-Сеньора-душ-Милагриш (порт. Igreja de Nossa Senhora dos Milagres, Церковь Богоматери Чудотворной) — церковь на острове Корву.

## Архитектура
Церковь построена на юге острова в Вила-ду-Корву.
Современный храм 1795 года постройки — каменное здание прямоугольной формы (26 на 7 м) с одним нефом и нижним пресвитерием с боковой квадратной колокольней и несколькими пристройками. Снаружи стены оштукатурены и окрашены в белый цвет, в то время как углы, карнизы и рамы окрашены в серый. Главный фасад, ориентированный на юго-восток, венчает треугольный фронтон с латинским крестом. Колокольню венчает пирамидальная крыша.

### Интерьер
Хотя внешне Носа-Сеньора-душ-Милагриш выглядит скромно, как обычная приходская церковь, её интерьер красочно украшен. Главная реликвия — статуя Иисуса Христа из слоновой кости, выполненная в XVI веке мастерами фламандской школы XVI века. Также в церкви установлены деревянные статуи Девы Марии и других святых. Образ Богоматери украшен резьбой и украшениями — золотой короной, чётками и шёлковой мантей, расшитой золотом. Согласно местной легенде, образ был найден в океане.
Оштукатуренный и окрашенный в белый цвет интерьер состоит из одного нефа с деревянным потолком и пресвитерия с фальшивым сводчатым потолком из лепнины. Арка на пилястрах обрамлена резьбой. В глубине нефа находятся два алтаря, один из которых посвящён Богоматери Кармельской, а другой — Святейшему Сердцу Иисуса.

## История
Первый храм на Корву, построенный в 1570-е годы, был небольшой часовней Носа-Сеньора-ду-Розариу, расположенной у океана. Священнослужитель с соседнего острова Флориш приезжал сюда каждый год во время Великого поста.
В 1632 году во время вторжения берберских пиратов на остров, часовня была уничтожена. В 1674 году на Корву был образован прихода, была построена церковь, посвященная Богоматери Чудотворной с викарием, священником и казначеем. Первым викарием стал Бартоломеу Тристан с острова Фаял.
В 1795 году на месте старого храма построена новая церковь, существующая до настоящего времени.
В 1932 году церковь была серьёзно повреждена сильным пожаром, огнём были уничтожены некоторые реликвии. Тем не менее, храм был восстановлен в течение года.
10 апреля 1997 года региональное правительство Азорских островов классифицировало исторический центр Вила-ду-Корву как архитектурный комплекс, представляющий общественный интерес, в соответствии с резолюцией 69/97. Церковь Носа-Сеньора-душ-Милагриш стала объектом культурного и религиозного наследия архипелага.

## Галерея

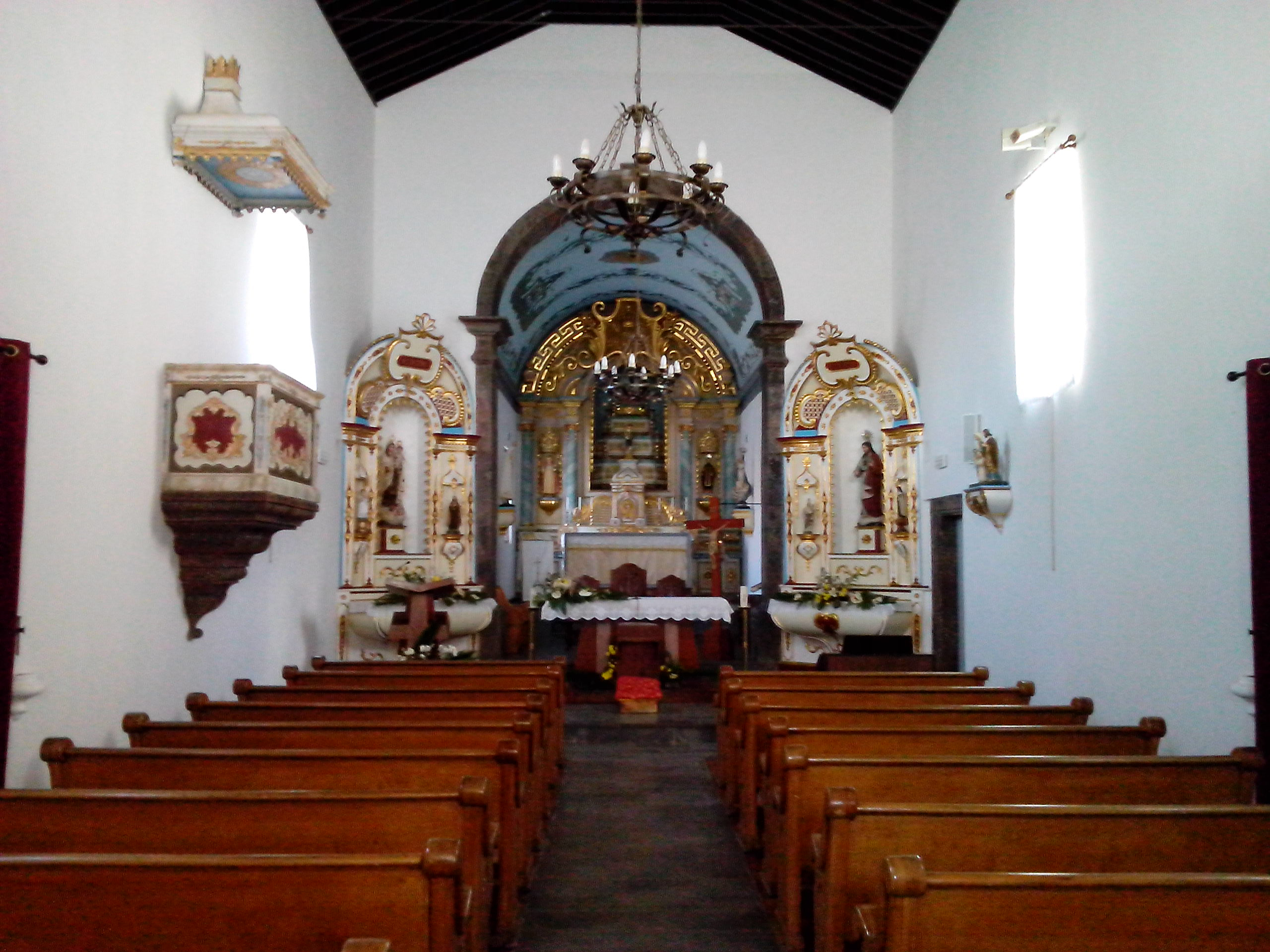
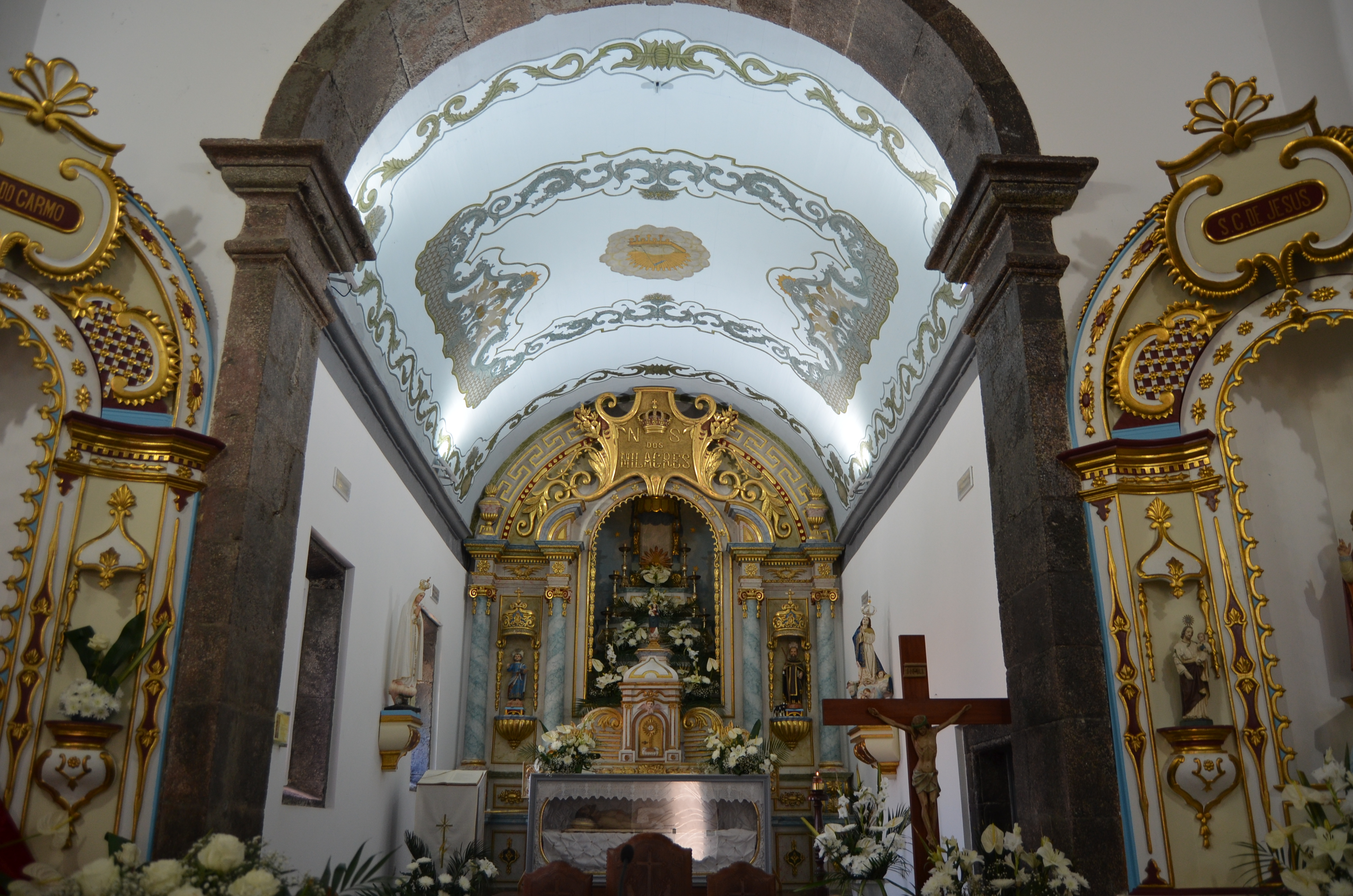
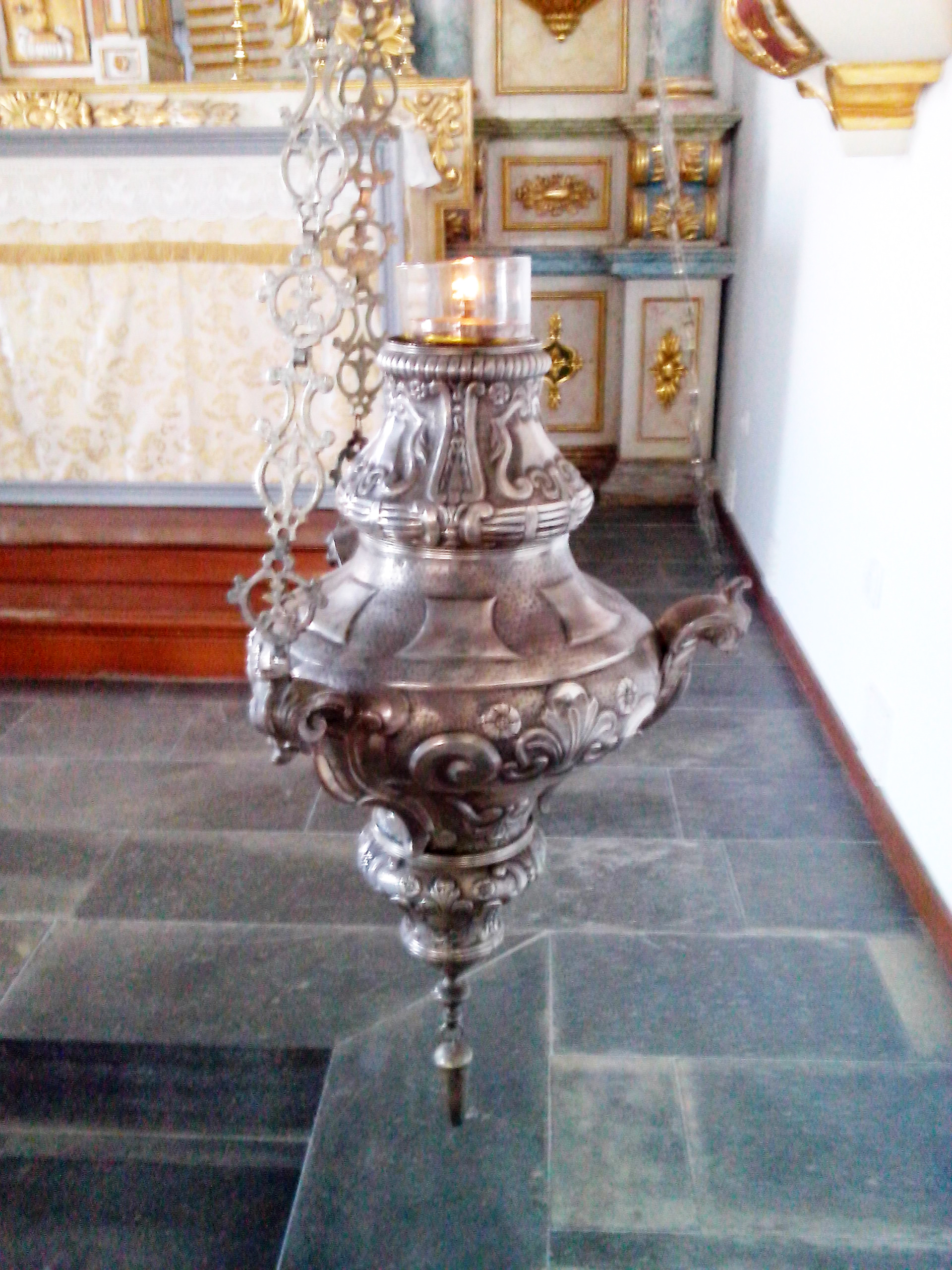
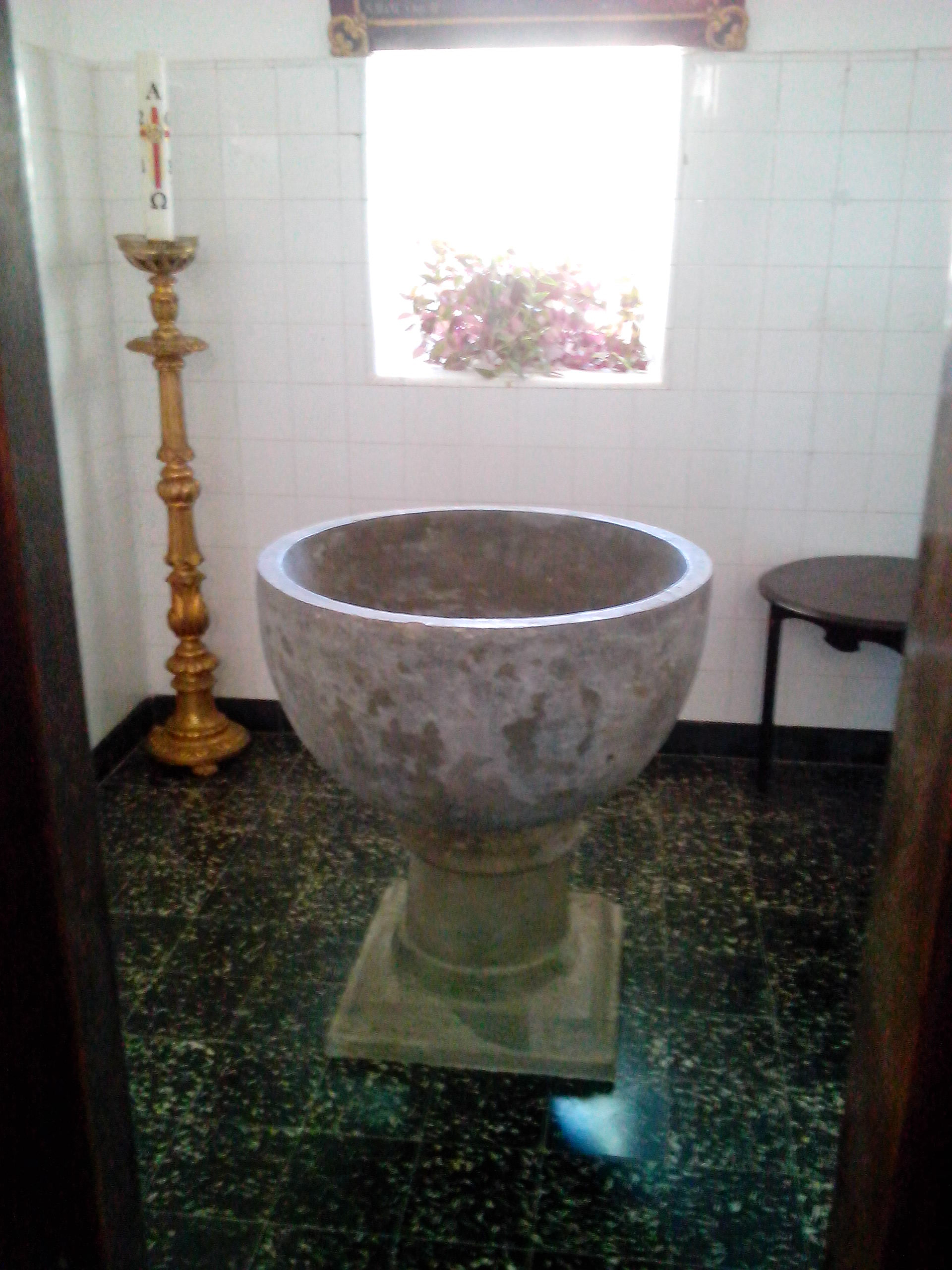